# Andrejs Kovaļovs
Andrejs Kovaļovs (Daugavpils, 23 marzo 1989) è un calciatore lettone, centrocampista del Kalupe.

## Caratteristiche tecniche
È un esterno destro.

## Carriera

### Club
Ha cominciato la carriera nel Daugava Daugavpils, squadra nella quale ha militato fino al 2013, tranne una parentesi di un anno con i concittadini del Dinaburg; con il Daugava ha vinto un campionato, una coppa nazionale, e il titolo di capocannoniere nel 2013.
Dal 2014 è passato con i moldavi del Dacia.
Tornato in patria nel luglio 2015, ha giocato prima nello Skonto, poi dal 2016 nel Jelgava, con cui ha vinto la sua seconda Coppa di Lettonia.

### Nazionale
Il 17 novembre 2010 ha esordito in nazionale nell'amichevole contro il Cile, entrando nei minuti finali al posto di Aleksandrs Fertovs. Nel 2014 ha vinto la Coppa del Baltico.

## Statistiche

### Cronologia presenze e reti in nazionale
| Cronologia completa delle presenze e delle reti in nazionale ― Lettonia | Cronologia completa delle presenze e delle reti in nazionale ― Lettonia | Cronologia completa delle presenze e delle reti in nazionale ― Lettonia | Cronologia completa delle presenze e delle reti in nazionale ― Lettonia | Cronologia completa delle presenze e delle reti in nazionale ― Lettonia | Cronologia completa delle presenze e delle reti in nazionale ― Lettonia | Cronologia completa delle presenze e delle reti in nazionale ― Lettonia | Cronologia completa delle presenze e delle reti in nazionale ― Lettonia |
| Data                                                                    | Città                                                                   | In casa                                                                 | Risultato                                                               | Ospiti                                                                  | Competizione                                                            | Reti                                                                    | Note                                                                    |
| ----------------------------------------------------------------------- | ----------------------------------------------------------------------- | ----------------------------------------------------------------------- | ----------------------------------------------------------------------- | ----------------------------------------------------------------------- | ----------------------------------------------------------------------- | ----------------------------------------------------------------------- | ----------------------------------------------------------------------- |
| 17-11-2010                                                              | Liberec                                                                 | Cile                                                                    | 1 – 0                                                                   | Lettonia                                                                | Amichevole                                                              | -                                                                       | 82’                                                                     |
| 10-8-2011                                                               | Riga                                                                    | Lettonia                                                                | 0 – 2                                                                   | Finlandia                                                               | Amichevole                                                              | -                                                                       | 84’                                                                     |
| 14-8-2013                                                               | Tallinn                                                                 | Estonia                                                                 | 1 – 1                                                                   | Lettonia                                                                | Amichevole                                                              | -                                                                       | 56’                                                                     |
| 11-10-2013                                                              | Vilnius                                                                 | Lituania                                                                | 2 – 0                                                                   | Lettonia                                                                | Qual. Mondiali 2014                                                     | -                                                                       | 72’                                                                     |
| 15-10-2013                                                              | Riga                                                                    | Lettonia                                                                | 2 – 2                                                                   | Slovacchia                                                              | Qual. Mondiali 2014                                                     | -                                                                       |                                                                         |
| 29-5-2014                                                               | Liepāja                                                                 | Lettonia                                                                | 0 – 0 dts (4 - 2 dtr)                                                   | Estonia                                                                 | Coppa del Baltico 2014                                                  | -                                                                       | 78’                                                                     |
| 31-5-2014                                                               | Liepāja                                                                 | Lettonia                                                                | 1 – 0                                                                   | Lituania                                                                | Coppa del Baltico 2014                                                  | -                                                                       | 85’                                                                     |
| 3-9-2014                                                                | Rīga                                                                    | Lettonia                                                                | 2 – 0                                                                   | Armenia                                                                 | Amichevole                                                              | -                                                                       | 73’                                                                     |
| 9-9-2014                                                                | Astana                                                                  | Kazakistan                                                              | 0 – 0                                                                   | Lettonia                                                                | Qual. Euro 2016                                                         | -                                                                       |                                                                         |
| 10-10-2014                                                              | Rīga                                                                    | Lettonia                                                                | 0 – 3                                                                   | Islanda                                                                 | Qual. Euro 2016                                                         | -                                                                       | 81’                                                                     |
| Totale                                                                  |                                                                         | Presenze                                                                | 10                                                                      |                                                                         | Reti                                                                    | 0                                                                       |                                                                         |

## Palmarès

### Club

#### Competizioni nazionali
- Campionato lettone: 1

Daugava Daugavpils: 2012
- Coppa di Lettonia: 2

Daugava Daugavpils: 2008
Jelgava: 2015-2016
- Supercoppa di Lettonia: 1

Daugava Daugavpils: 2013

### Individuale
- Capocannoniere della Virslīga: 1

2013 (16 reti)

### Nazionale
- Coppa del Baltico: 1

2014